# Mesene monostigma
Espèce
Synonymes
- Emesis monostigma Erichson, 1849
- Mesene hya monostigma Brown & Mielke, 1967[1]

Mesene monostigma est une espèce d'insectes lépidoptères (papillons) de la famille des Riodinidae et du genre Mesene.

## Systématique
Mesene monostigma a été décrit par Erichson en 1849 sous le protonyme d’Emesis monostigma.

## Liste des sous-espèces
Selon BioLib (10 février 2021) :
- sous-espèce Mesene monostigma discolor (Stichel, 1929) en Bolivie
- sous-espèce Mesene monostigma monostigma (Erichson, 1849) en Guyane, au Guyana, au Surinam, au Paraguay et au Brésil

## Nom vernaculaire
Il se nomme Monostigma Metalmark en anglais.

## Description
Mesene monostigma monostigma présente des ailes antérieures noires centrées d'un gros point blanc et des ailes postérieures rouge bordées de noir.
Mesene  monostigma discolor est rouge orangé très largement bordé de noir et cette bordure est entrecoupée aux antérieures comme aux postérieures de deux traits blancs

## Écologie et distribution
Mesene  monostigma est présent en Guyane, au Guyana, au Surinam, au Paraguay, en Bolivie et au Brésil.

### Biotope
Il réside dans la forêt tropicale.

### Protection
Pas de statut de protection particulier.